# Territoires du Nord-Ouest
Cet article concerne le territoire fédéral situé dans le Nord canadien. Pour les autres significations, voir Territoire du Nord-Ouest (homonymie).
Ne doit pas être confondu son prédécesseur, le Territoire du Nord-Ouest, dissout en 1870, ni avec l'ancien Territoire du Nord-Ouest (États-Unis).
Les Territoires du Nord-Ouest (en anglais : Northwest Territories) sont un territoire fédéral du Canada. Avec une superficie d'environ 1 144 000 km2 et une population de 41 070 habitants en 2021, ils sont le deuxième plus grand, et le plus peuplé des trois territoires du Nord canadien. Yellowknife en est la capitale, la communauté la plus peuplée, et la seule ville du territoire, avec 19 569 habitants. Elle est devenue la capitale territoriale en 1967, à la suite des recommandations de la commission Carrothers.
Les Territoires du Nord-Ouest correspondent à une partie de l'ancien Territoire du Nord-Ouest acquis de la Couronne britannique par la Confédération canadienne le 15 juillet 1870 pour la somme de 300 000 livres. Depuis, le territoire a été divisé quatre fois, pour créer de nouvelles juridictions territoriales du Dominion, ou agrandir celles qui existaient déjà. Les frontières actuelles datent du 1er avril 1999, lorsque la taille du territoire a de nouveau été réduite par la création d'un nouveau territoire, à l'est, le Nunavut, à la suite de l'entrée en vigueur de la loi sur le Nunavut, et des accords concernant les revendications territoriales.
Alors que le Nunavut est principalement constitué de toundra arctique, les Territoires du Nord-Ouest possèdent un climat légèrement plus chaud, et sont à la fois couvert par une forêt boréale et la toundra, tandis que ses régions les plus septentrionales font partie de l'archipel Arctique. Elles réunissent les îles Banks et du Prince-Patrick, et des portions des îles Victoria et Melville.
Les Territoires du Nord-Ouest sont bordés par le Nunavut à l'est, le Yukon à l'ouest, la Colombie-Britannique, l'Alberta et la Saskatchewan au sud. Un de ses points extrêmes touche potentiellement le Manitoba, avec les quatre coins. Les Territoires du Nord-Ouest abritent le grand lac de l'Ours — le plus grand lac situé intégralement au Canada —, le grand lac des Esclaves, le fleuve Mackenzie et les gorges de la réserve de parc national de Nahanni. Le point culminant est le mont Nirvana (en), près de la frontière avec le Yukon, culminant à 2 773 m d'altitude.

## Nom
En anglais, les Territoires du Nord-Ouest portent le nom de Northwest Territories. Il est abrégé par TNO ou T.N.-O. en français et NWT ou NT en anglais. Le nom fait référence à la fois au statut de l'entité (un territoire, non pas une province) et à sa situation géographique au sein du territoire canadien (même si autrefois cette appellation a couvert un territoire beaucoup plus vaste : voir le paragraphe Évolution territoriale).
En inuktitut, le territoire est appelé ᓄᓇᑦᓯᐊᖅ, Nunatsiaq, c'est-à-dire « belle terre ». Après la séparation du Nunavut et des TNO en 1999, il a été discuté de la possibilité de changer leur nom, éventuellement vers une langue autochtone. L'une des propositions était Denendeh (« notre terre » en na-dené), une idée soutenue entre autres par Stephen Kakfwi, ancien Premier ministre territorial. Une autre idée, qui avait débuté sous la forme d'une blague, était de nommer le territoire « Bob ». Cette proposition atteignit la tête des sondages,. Au bout du compte, le consensus demeura pour la conservation du nom actuel.

## Géographie du Territoire du Nord-Ouest

### Généralités

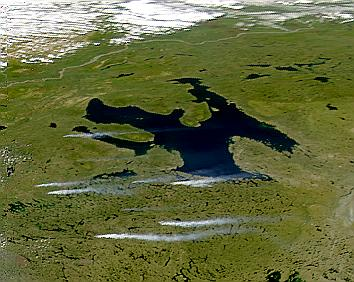
Le Grand lac de l'Ours fait partie de la géographie des Territoires du Nord-Ouest. Il s'agit du plus grand lac situé entièrement à l'intérieur des frontières du Canada.

Les Territoires du Nord-Ouest s'étendent, comme leur nom l'indique, sur le nord-ouest du Canada. Ils sont bordés à l'ouest par le territoire du Yukon et à l'est par celui du Nunavut ; au sud, le 60e parallèle marque leur frontière avec les provinces de la Colombie-Britannique, de l'Alberta et de la Saskatchewan ; au nord s'étend l'océan Arctique. Le territoire comprend également certaines îles occidentales de l'archipel Arctique, comme les îles Banks et du Prince-Patrick, et des portions des îles Victoria et Melville. Situés dans le nord du continent américain, les Territoires du Nord-Ouest s'étendent largement au-delà du cercle arctique. Leur partie continentale, sur le bouclier canadien est parsemée de lacs, dont le Grand lac de l'Ours et le Grand lac des Esclaves ; ils sont marqués par le bassin du Mackenzie.
La superficie des Territoires du Nord-Ouest atteint 1 346 106 km2, dont 1 183 085 km2 de terres et 163 021 km2 d'eaux. Formant 13,5 % de la superficie totale du Canada, le territoire est cependant plus petit que le Nunavut (21,0 %) et le Québec (15,4 %).

### Géologie

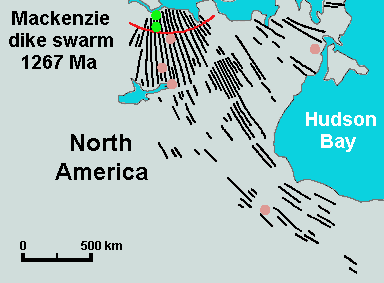
Carte de l'essaim de dykes de Mackenzie.

Les Territoires du Nord-Ouest contiennent l'essaim de dykes de Mackenzie, le plus grand essaim de dykes connu sur terre. Il y a entre 1,269 et 1,267 milliard d'années, le craton du Lac des Esclaves a été partiellement soulevé et pénétré par l'essaim, rayonnant d'un panache provenant du centre-ouest de l'île Victoria. Il s'agit du dernier événement majeur à avoir affecté le cœur du craton, même si des événements magmatiques plus récents en ont affecté les bords.

### Climat
Les Territoires du Nord-Ouest couvrant plus de 1 300 000 km2, le climat y varie fortement entre le nord et le sud. La partie méridionale du territoire connaît un climat subarctique tandis que le nord subit un climat polaire.
Les étés dans le sud sont courts, mais relativement chauds, les températures atteignant en moyenne 20 °C le jour et 10 °C la nuit. Les hivers sont longs et froids, les températures journalières montant à −20 °C le jour et descendant à −40 °C la nuit. Les températures extrêmes sont courantes, les températures maximales en été atteignant 36 °C et les minimales en hiver descendant bien en dessous de −40 °C. Dans le nord, il n'est pas anormal que les températures descendent à −50 °C en hiver, mais elles peuvent également monter au-dessus de −10 °C le jour.
Les orages ne sont pas rares au sud ; au nord, ils sont très peu fréquents. Le territoire possède un climat assez sec du fait des montagnes s'étendant à l'ouest.

### Flore
La moitié des Territoires du Nord-Ouest est située au sud de la limite des arbres, laquelle s'étend du nord-ouest au sud-est, depuis le delta du Mackenzie dans l'océan Arctique jusqu'au coin sud-est du territoire. L'est du territoire et les îles arctiques ne sont pas recouverts de forêts, mais de toundra.

### Géographie humaine
La majorité des habitants est concentrée au sud de la limite des arbres, où la terre est recouverte de forêts et le sol riche en minerais.
Depuis 1967, la capitale (et la plus grande ville) des Territoires du Nord-Ouest est Yellowknife, sur la rive nord du Grand lac des Esclaves. Elle regroupe près de la moitié des habitants du territoire. Cinq autres communautés comptent plus de 1 000 habitants : Hay River, Inuvik, Fort Smith, Behchokǫ̀ et Fort Simpson.
Vingt-huit autres communautés officiellement reconnues comptent moins de 1 000 habitants : Aklavik, Colville Lake, Délı̨nę, Dettah, Enterprise, Fort Good Hope, Fort Liard, Fort McPherson, Fort Providence, Fort Resolution, Gamèti, Hay River Reserve (en), Jean Marie River, Kakisa, Łutselk'e, Nahanni Butte, Ndilǫ, Norman Wells, Paulatuk, Sachs Harbour, Sambaa K'e, Tsiigehtchic, Tuktoyaktuk, Tulít’a, Ulukhaktok, Wekweètì, Whatì et Wrigley.
La densité de population est de 0,036 hab./km2, cent fois moins que la densité moyenne du Canada. Les Territoires du Nord-Ouest sont deux fois moins densément peuplés que le Yukon, mais deux fois plus que le Nunavut ; leur densité est comparable à celle du Groenland.

### Parcs nationaux
Les Territoires du Nord-Ouest comptent cinq parcs nationaux :
- le parc national Wood Buffalo, créée en 1922 sur 44 807 km2 et inscrit au patrimoine mondial ;
- la réserve de parc national de Nahanni, créée en 1972 sur 4 765 km2 et inscrite au patrimoine mondial ;
- le parc national Aulavik, créé en 1992 sur 12 200 km2 ;
- le parc national Tuktut Nogait, créé en 1996 sur 16 340 km2 ;
- la réserve de parc national Nááts'ihch'oh, créée en 2014 sur 4 850 km2.

Par ailleurs, la réserve de parc national du Bras-Est du Grand lac des Esclaves, créée en 2007, est inscrite sur la carte de parachèvement des parcs nationaux du Canada.

## Politique

### Pouvoirs
En tant que territoire, les Territoires du Nord-Ouest possèdent moins de droits qu'une province. La dévolution du pouvoir aux Territoires est une préoccupation constante de leur horizon politique depuis la première assemblée territoriale, en 1881.

### Commissaire des Territoires du Nord-Ouest
Le commissaire des Territoires du Nord-Ouest est, en théorie, le chef de l'exécutif. Il est nommé par le gouverneur en conseil du Canada sur recommandation du ministre des Affaires autochtones et du Nord canadien. Le poste comporte à l'origine plus de responsabilités qu'actuellement, mais il est devenu symbolique du fait de la dévolution progressive de pouvoirs à l'assemblée depuis 1967. Depuis 1985, le commissaire ne préside plus les réunions du Conseil exécutif, et le gouvernement fédéral demande aux commissaires de se comporter comme des lieutenants-gouverneurs de province. À la différence de ceux-ci, le commissaire des Territoires du Nord-Ouest n'est pas un représentant officiel du souverain du Canada. En 2016, après la fin du mandat de George Tuccaro, le poste de commissaire est resté vacant pendant un an. En juin 2017, il a été annoncé que Margaret Thom serait nommée commissaire des Territoires du Nord-Ouest.

### Assemblée législative
Contrairement aux gouvernements provinciaux et du Yukon, celui des Territoires du Nord-Ouest n'a pas de partis politiques. C'est un gouvernement de consensus appelé l'Assemblée législative. Cette assemblée possède un représentant de chacune des dix-neuf circonscriptions du territoire. Après chaque élection générale, la nouvelle assemblée élit le premier ministre et son président, à bulletins secrets. Sept membres sont choisis comme ministres, les autres formant l'opposition. Depuis le 8 décembre 2023, le premier ministre des Territoires du Nord-Ouest est R. J. Simpson.

### Représentation fédérale du territoire
Au niveau fédéral, le territoire est représenté à la Chambre des communes par un député et au Sénat par un sénateur ; la circonscription électorale des Territoires du Nord-Ouest est éponyme, mais elle s'appelait, avant 2014, Western Arctic. Le député à la Chambre des communes est le libéral Michael McLeod (élu en 2015, réélu en 2019 et 2021). La sénatrice est Margaret Dawn Anderson, depuis 2018.

## Histoire

### Création

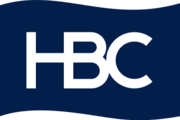
C'est à partir de territoires appartenant à la Compagnie de la Baie d'Hudson que les Territoires du Nord-Ouest ont été créés.

Les Territoires du Nord-Ouest sont créés en 1870, à la suite du transfert des territoires possédés par la Compagnie de la Baie d'Hudson au gouvernement du Canada. Avant ce transfert, la Compagnie possède une immense région recouvrant tout le Canada moderne à l'exception de la colonie de la Colombie-Britannique sur la côte pacifique, de la confédération canadienne (côtes des Grands Lacs, vallée du Saint-Laurent, tiers sud de l'actuel Québec et Provinces maritimes, de l'île de Terre-Neuve et de la côte du Labrador sur l'Atlantique et des îles de l'archipel Arctique (mis à part la moitié sud de l'île de Baffin)). La région est alors divisée en deux territoires, la Terre de Rupert (bassin de la baie d'Hudson) et le territoire du Nord-Ouest (bassin des océans Arctique et Pacifique).
Après la création de la Confédération canadienne en 1867, son gouvernement achète la Terre de Rupert et le Territoire du Nord-Ouest à la Compagnie de la Baie d'Hudson en 1869. L'entrée de ces terres dans la confédération est retardée du fait de la rébellion de la rivière Rouge. Les Territoires du Nord-Ouest sont créés en 1870, en même temps que la province du Manitoba (alors une petite région carrée autour de Winnipeg).
Le conseil temporaire du Nord-Ouest est créé en 1870. Le premier gouvernement du territoire s'installe en 1872.

### Réduction territoriale
Jusqu'en 1912, des parties des Territoires du Nord-Ouest ont été progressivement rattachées à d'autres provinces, ou détachées pour former de nouvelles entités. Le district de Keewatin, au centre du territoire, a été séparé en 1876. Le Yukon a été formé sur sa partie occidentale en 1898 afin de mieux gérer les intérêts locaux lors de la ruée vers l'or du Klondike. Le sud-ouest du territoire a servi à créer les provinces de l'Alberta et de la Saskatchewan en 1905.
Le Manitoba a été élargi en 1881, l'Ontario en 1874 et en 1889, et le Québec en 1898. Les frontières de ces trois provinces ont été largement repoussées vers le nord en 1912.
En 1880, le Royaume-Uni a cédé au Canada la souveraineté sur les îles de l'archipel Arctique. Elles ont été intégrées aux Territoires du Nord-Ouest. En 1905, le district de Keewatin a finalement été réintégré aux Territoires du Nord-Ouest.
Au total, les districts suivants ont été détachés des Territoires du Nord-Ouest :
- Alberta (sud de l'Alberta) (1905) ;
- Assiniboia (en français Assiniboine) (sud de la Saskatchewan) (1905) ;
- Athabaska (nord de l'Alberta et de la Saskatchewan) (1905) ;
- Saskatchewan (centre de la Saskatchewan) (1905) ;
- Ungava (nord du Québec et intérieur du Labrador) ;
- Abitibi (1898) et Nouveau-Québec et Labrador (1912), ces frontières ayant été remodifiées lors du découpage de 1927 en faveur de Terre-Neuve, puis lors de plusieurs redécoupages internes des régions du Québec.

En 1912, les Territoires du Nord-Ouest ne conservent que trois districts : Keewatin, Franklin et Mackenzie. Ils mesurent toutefois 3 439 296 km2, une superficie supérieure à celle de l'Inde.
Lorsqu'en 1905, les provinces de l'Alberta et de la Saskatchewan sont détachées des Territoires du Nord-Ouest, la population de ces derniers passe de 160 000 à 17 000 habitants. Parmi ces derniers, 16 000 sont des Amérindiens qui ne disposent pas du droit de vote. Le territoire revient alors à son statut de 1870 et passe sous contrôle fédéral, gouverné depuis Ottawa.
Entre 1907 et 1947, les Territoires du Nord-Ouest ne sont pas représentés à la Chambre des communes. En 1947, le district électoral du Yukon-Mackenzie est créé; il n'inclut que le district de Mackenzie. Le reste du territoire n'est pas représenté avant 1962, lors de la création du district électoral des Territoires du Nord-Ouest, en reconnaissance de l'accord du droit de vote aux Inuits en 1953.
Les élections locales font leur réapparition en 1951, mais sous une forme partielle, le Conseil et l'Assemblée étant alors un mélange de membres élus et nommés. En 1975, le gouvernement territorial redevient un organe entièrement élu.

### Création du Nunavut
En avril 1982, débute officiellement une longue période qui viendra amputer les Territoires du Nord-Ouest d'une partie de leur population et d'un vaste territoire géographique. Des discussions en ce sens avaient été débattus lors de la Commission Carrothers dans les années 1960.
En effet en cette année 1982, une majorité des habitants des Territoires votent lors d'un plébiscite en faveur d'une partition de la région, et le gouvernement fédéral donne son accord sous conditions sept mois plus tard. Après de longues négociations territoriales entre l'Inuit Tapiriit Kanatami et le gouvernement fédéral (débutées dès 1976), un accord est trouvé en septembre 1992.

Le Nunavut a été créé à partir des Territoires du Nord-Ouest.

En juin 1993, la Loi concernant l’Accord sur les revendications territoriales du Nunavut et la Loi sur le Nunavut sont votées par le parlement canadien. Après une période de transition, la partie orientale du territoire (incluant la totalité du district de Keewatin et une grande portion des deux autres) devient un territoire distinct sous le nom de Nunavut le 1er avril 1999.

### Remise en cause de la structure politique
La dévolution du pouvoir est en constante évolution aux Territoires du Nord-Ouest, que ce soit par le transfert du siège du gouvernement territorial d’Ottawa à Yellowknife dans les années 1960 ou encore par la création du Nunavut dans les années 1990.
De plus, la gouvernance par consensus a aussi été remise en cause par l'ancien Premier ministre Roland qui, en 2009, a établi dix nouveaux principes du gouvernement par consensus sur les Territoires du Nord-Ouest.

### Évolution territoriale
Les cartes suivantes montrent l'évolution territoriale des Territoires du Nord-Ouest entre 1867 et la période contemporaine :

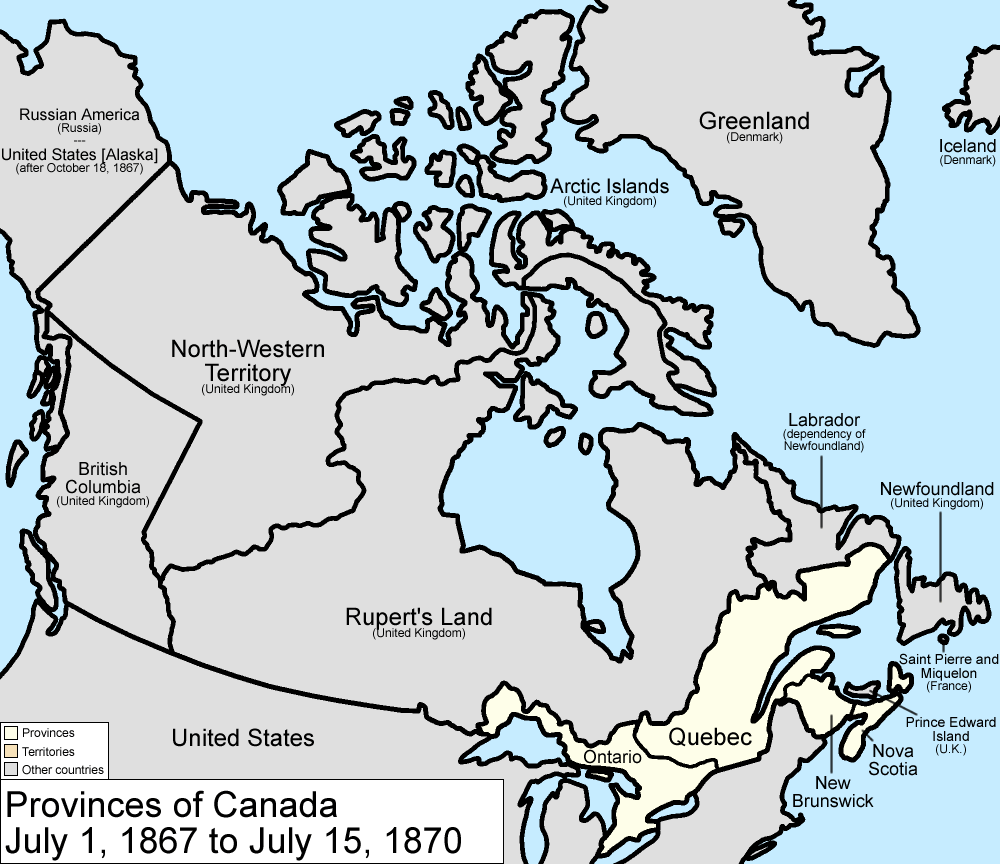
1867 : le nord-ouest de l'Amérique du Nord est formé du territoire du Nord-Ouest, de la terre de Rupert et de la colonie de la Colombie-Britannique, colonies britanniques ne faisant pas encore partie du Canada.
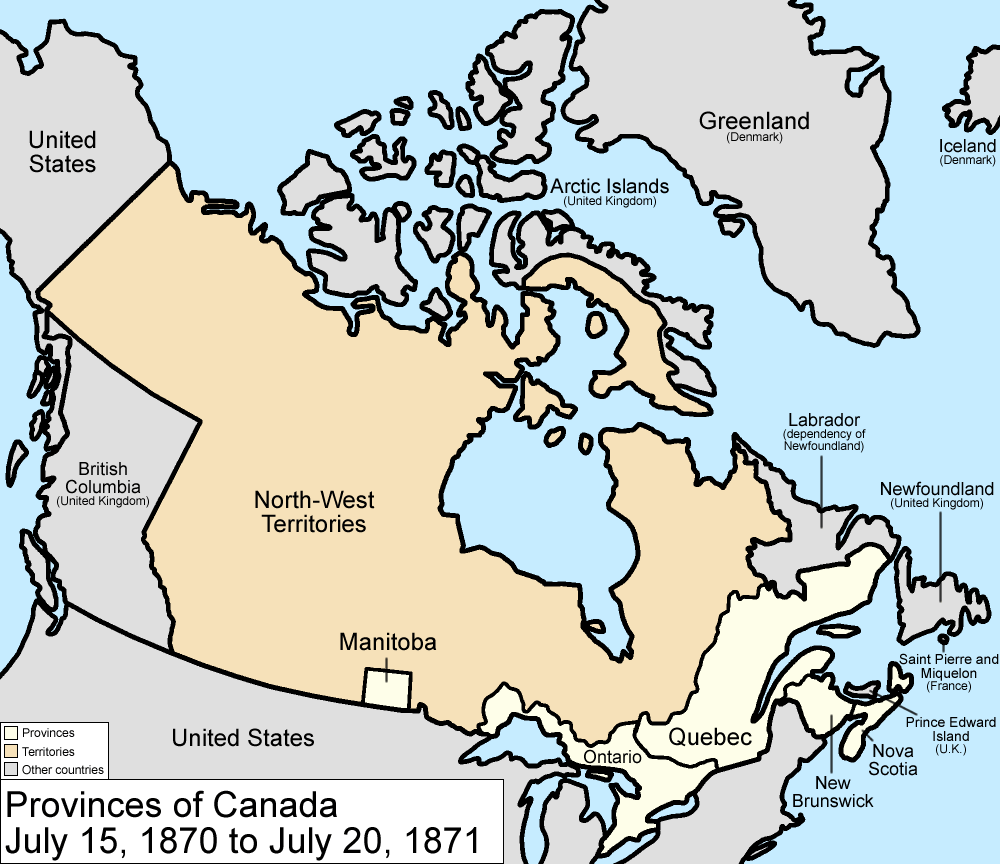
1870 : la majeure partie du nord-ouest canadien (mis à part la plupart des îles de l'Arctique) est cédée par le Royaume-Uni au Canada et regroupée sous les Territoires du Nord-Ouest.
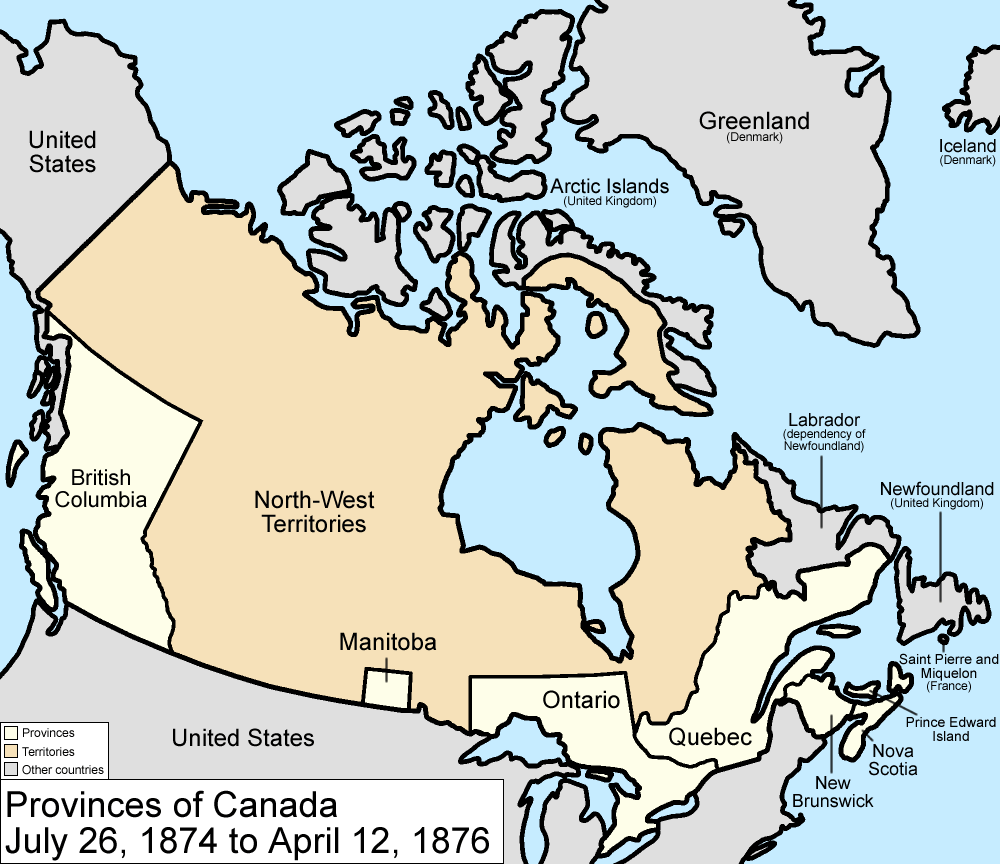
1874 : extension de l'Ontario sur les Territoires du Nord-Ouest.
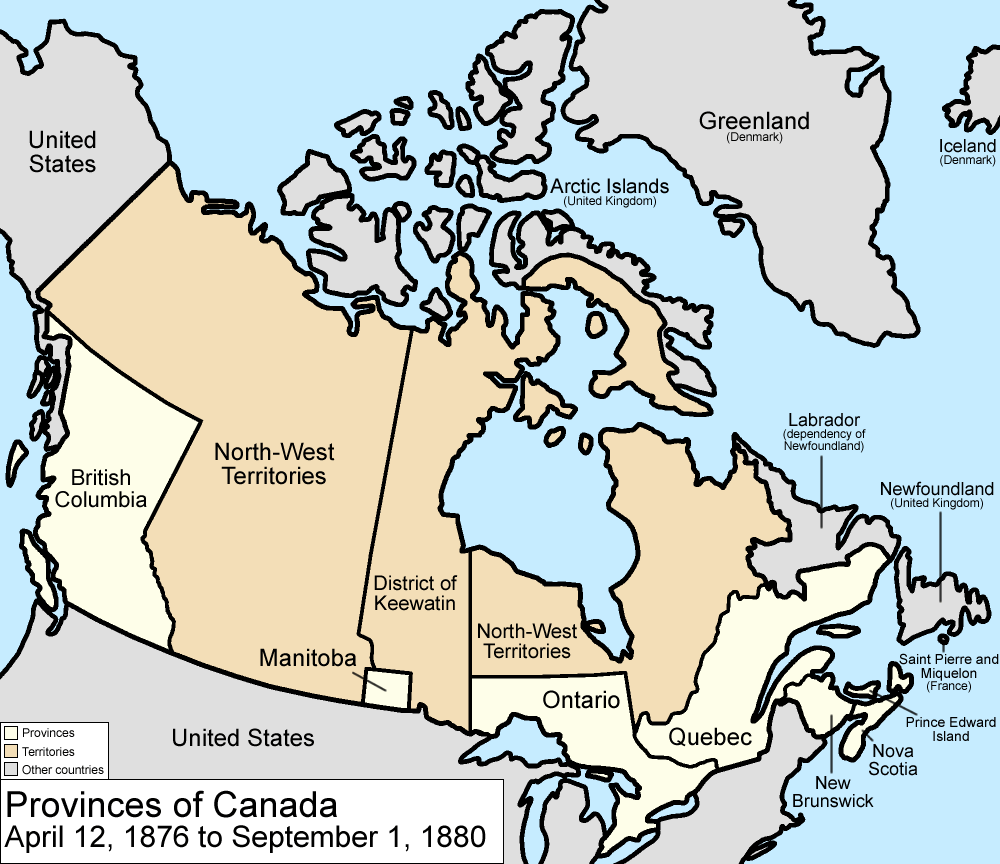
1874 : création du district de Keewatin sur une bande centrale des Territoires.
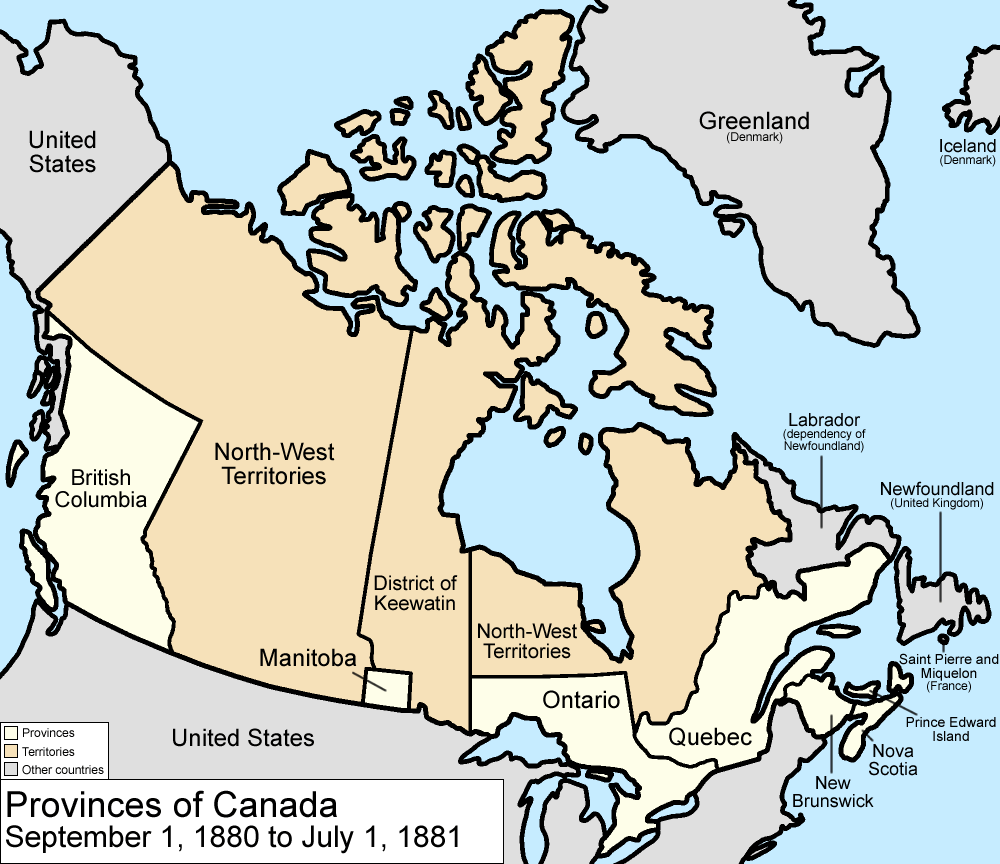
1880 : le Royaume-Uni cède les îles arctiques au Canada ; elles sont intégrées aux Territoires.
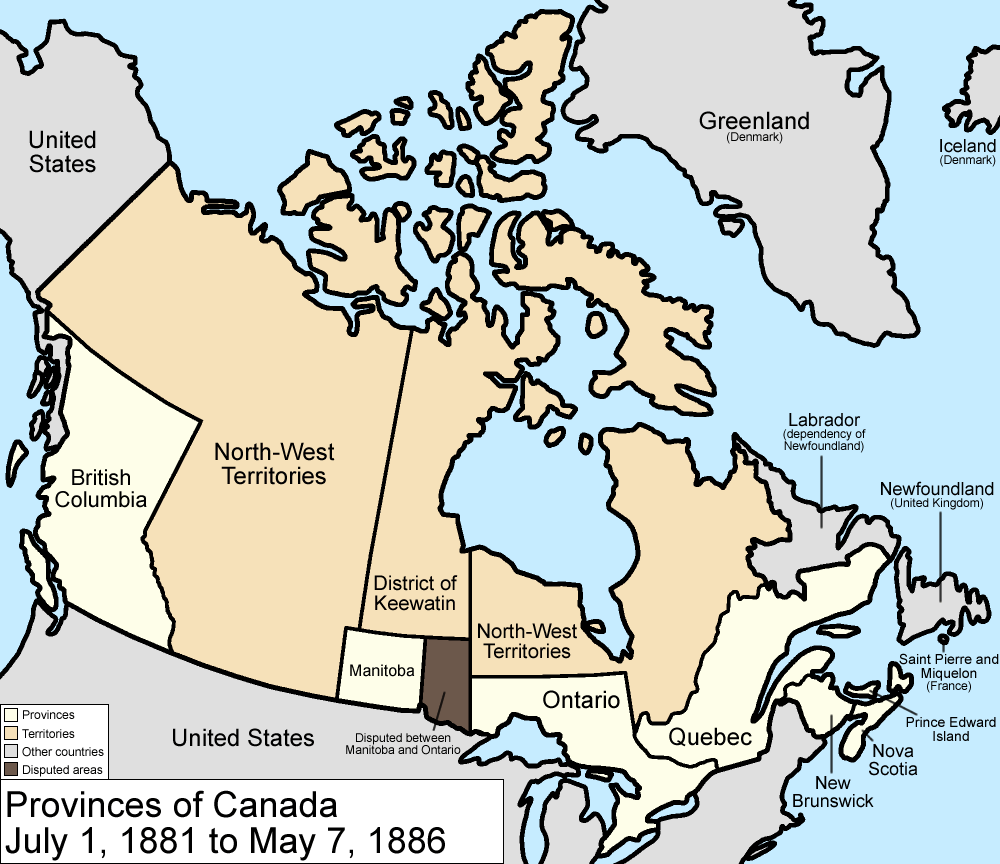
1886 : extension du Manitoba sur les Territoires (contestée par l'Ontario).
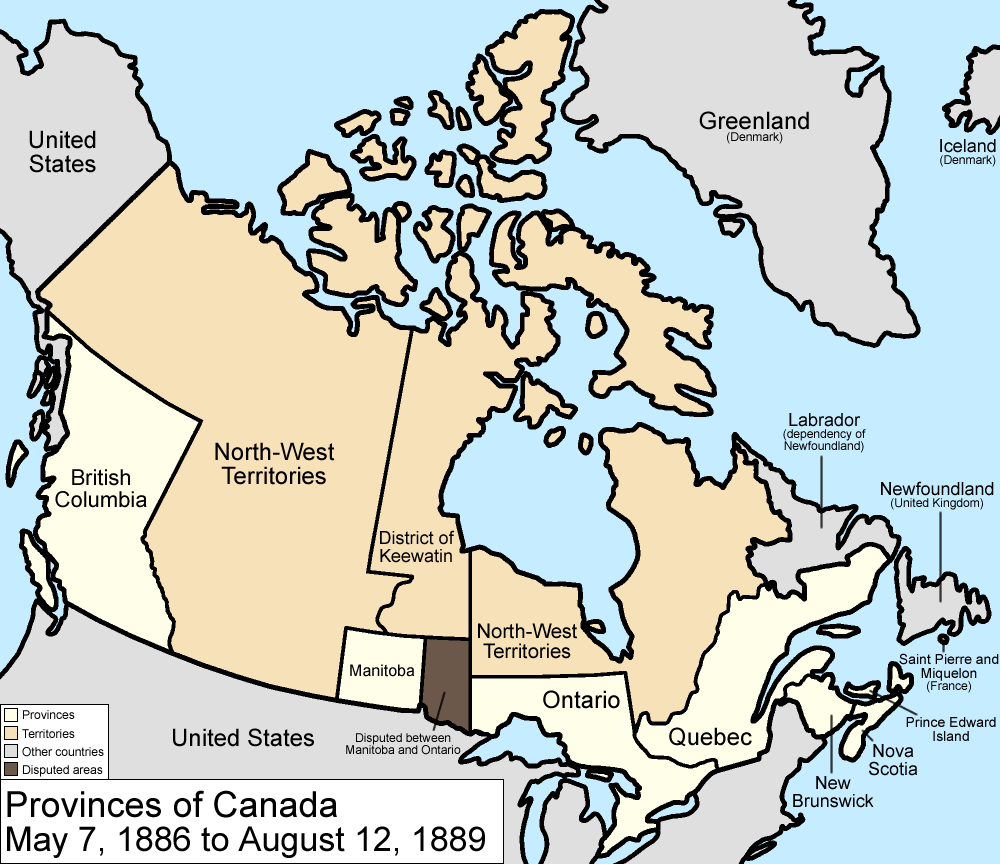
1886 : ajustement des frontières sud-ouest du district de Keewatin.
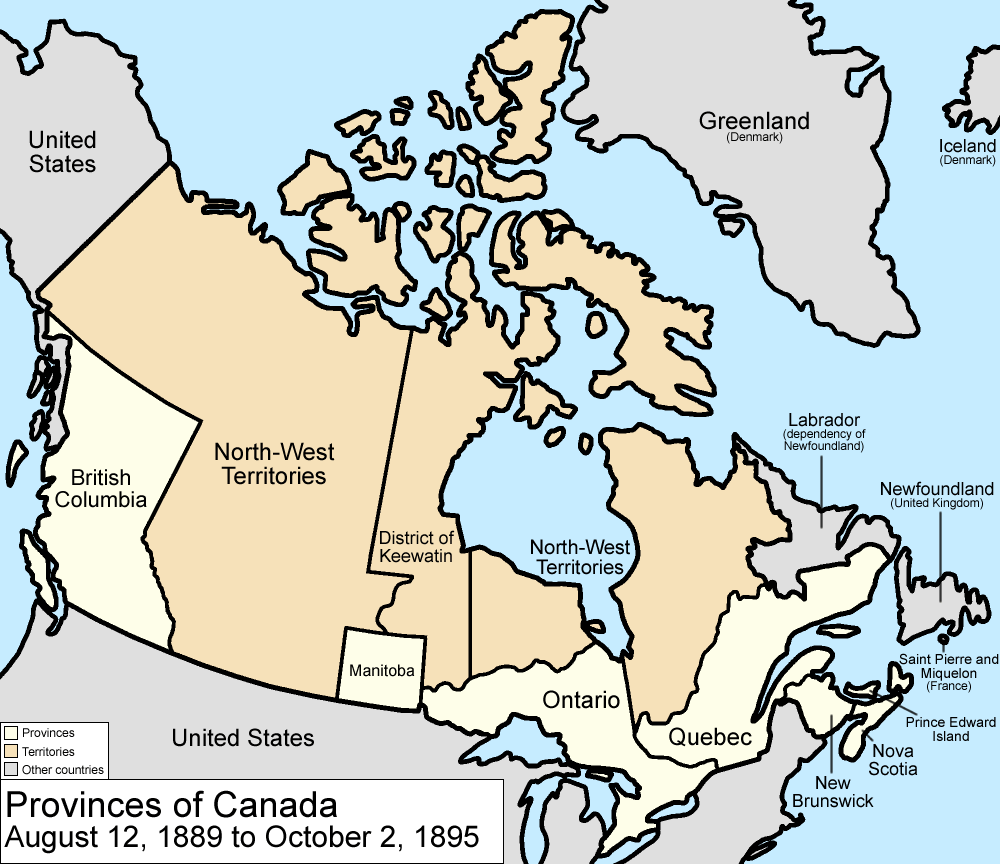
1886 : extension de l'Ontario sur les Territoires.
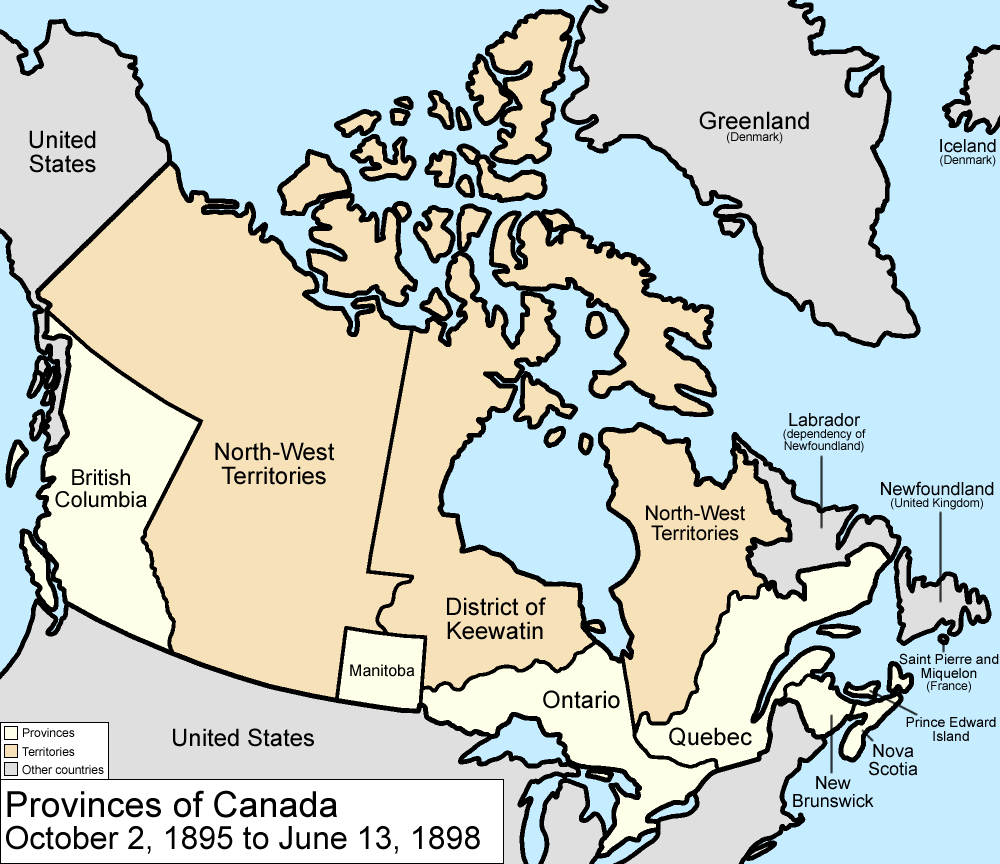
1895 : extension du district de Keewatin à l'est.
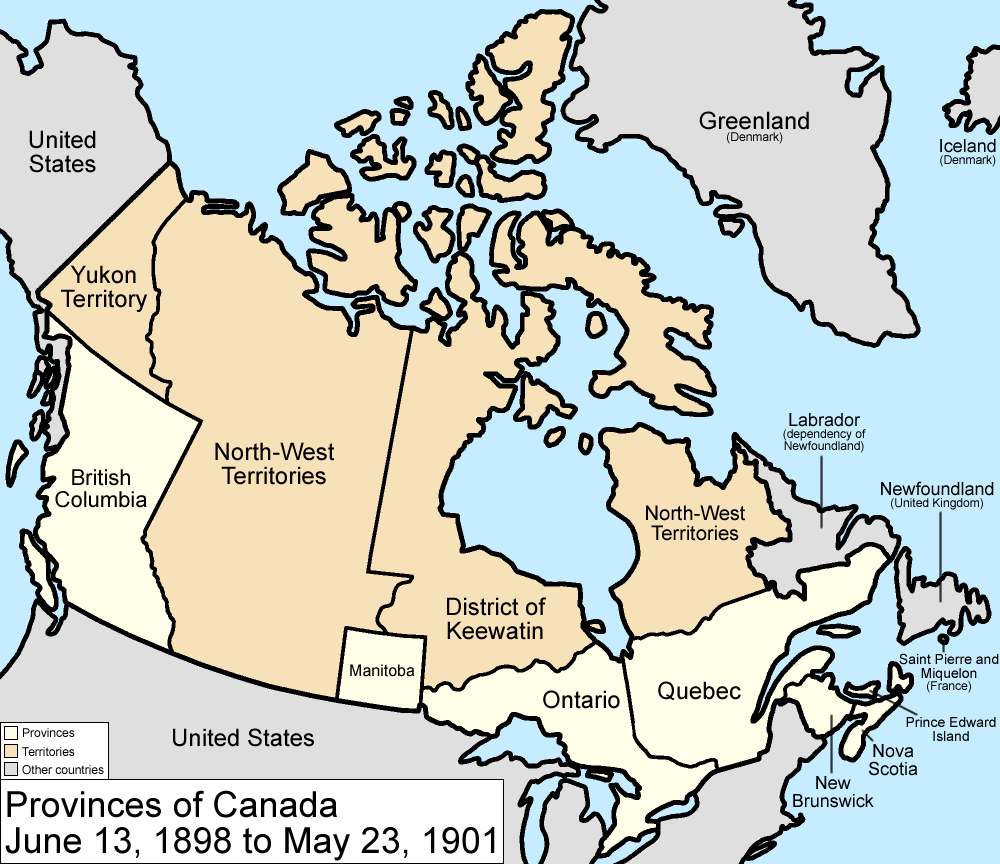
1898 : création du territoire du Yukon à l'ouest des Territoires; extension du Québec sur sa frontière nord.
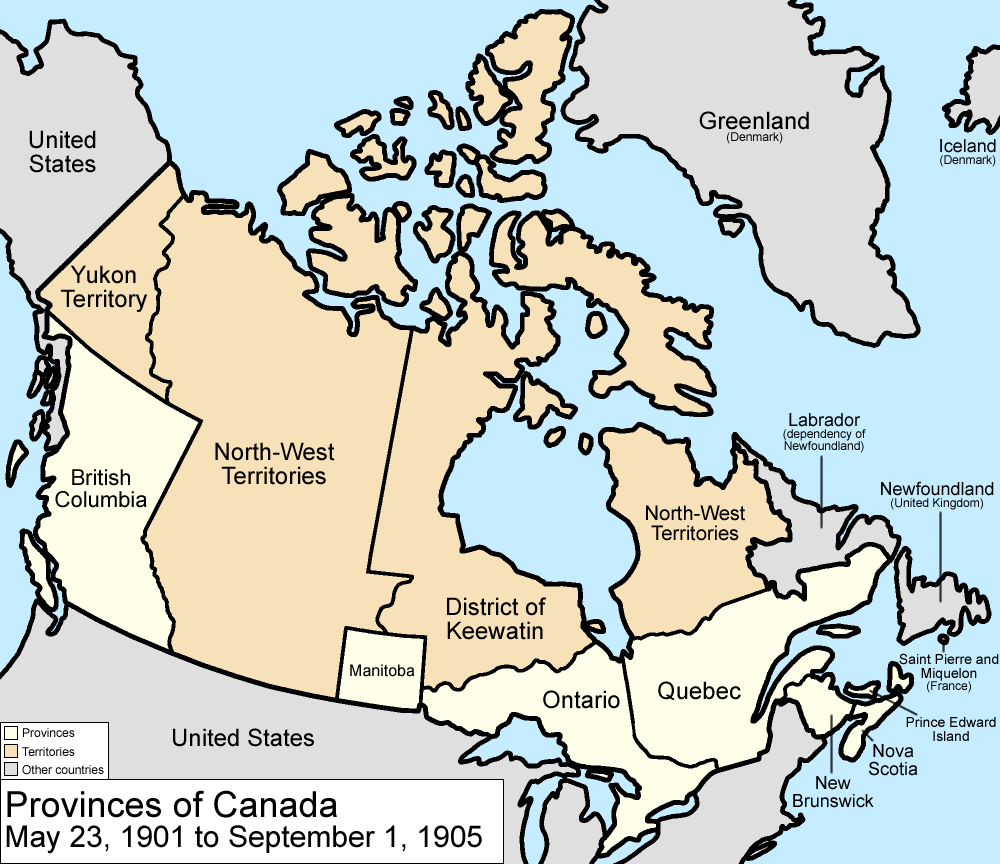
1901 : ajustement de la frontière avec le Yukon
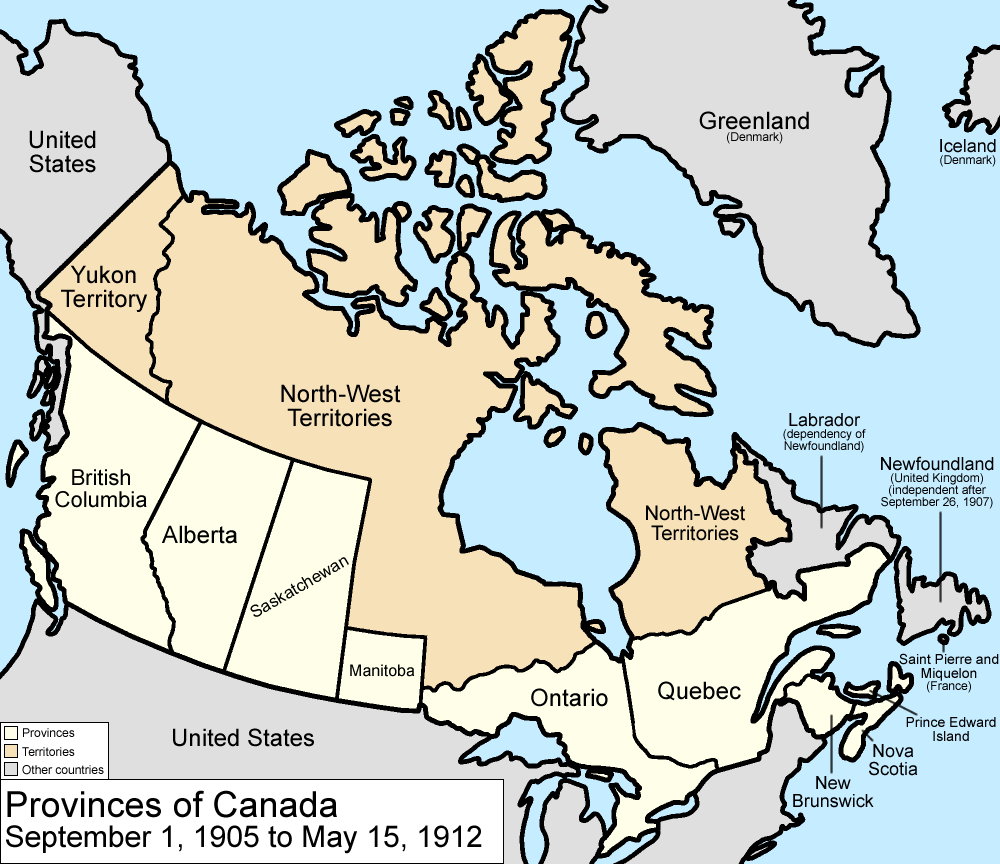
1905 : création des provinces de l'Alberta et de la Saskatchewan sur les Territoires et le district de Keewatin ; ce dernier est réintégré dans les Territoires du Nord-Ouest.
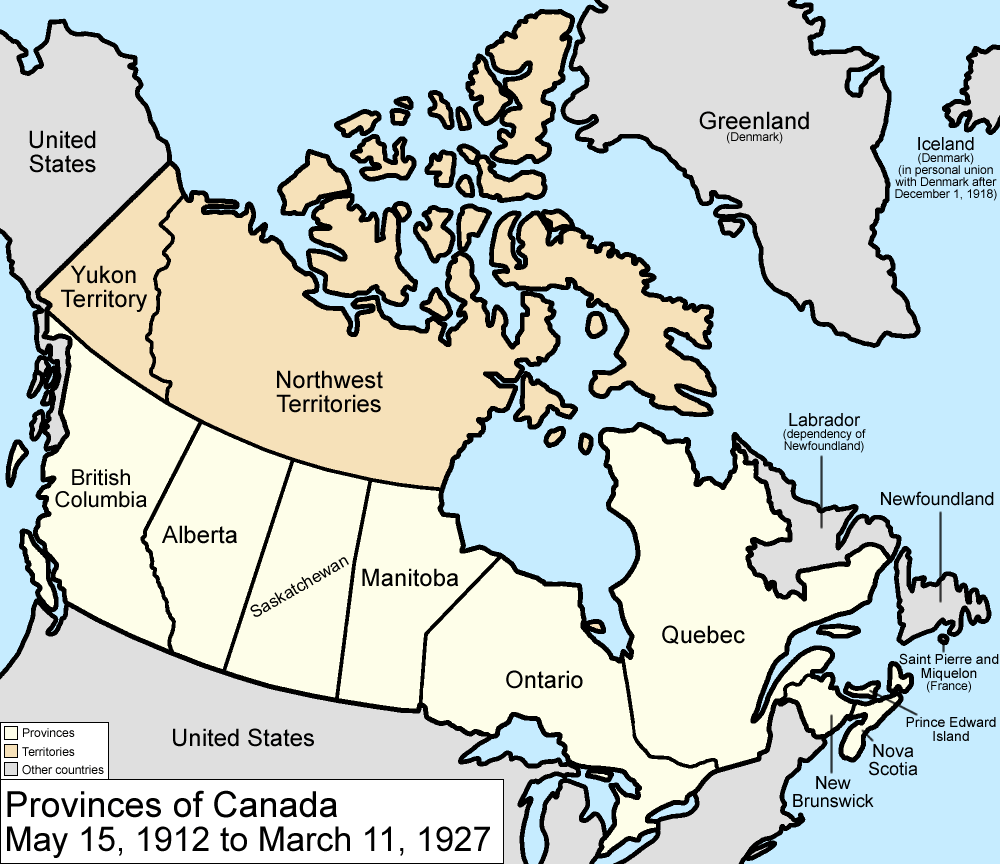
1912 : extension du Manitoba, de l'Ontario et du Québec vers le Nord, sur les Territoires du Nord-Ouest.
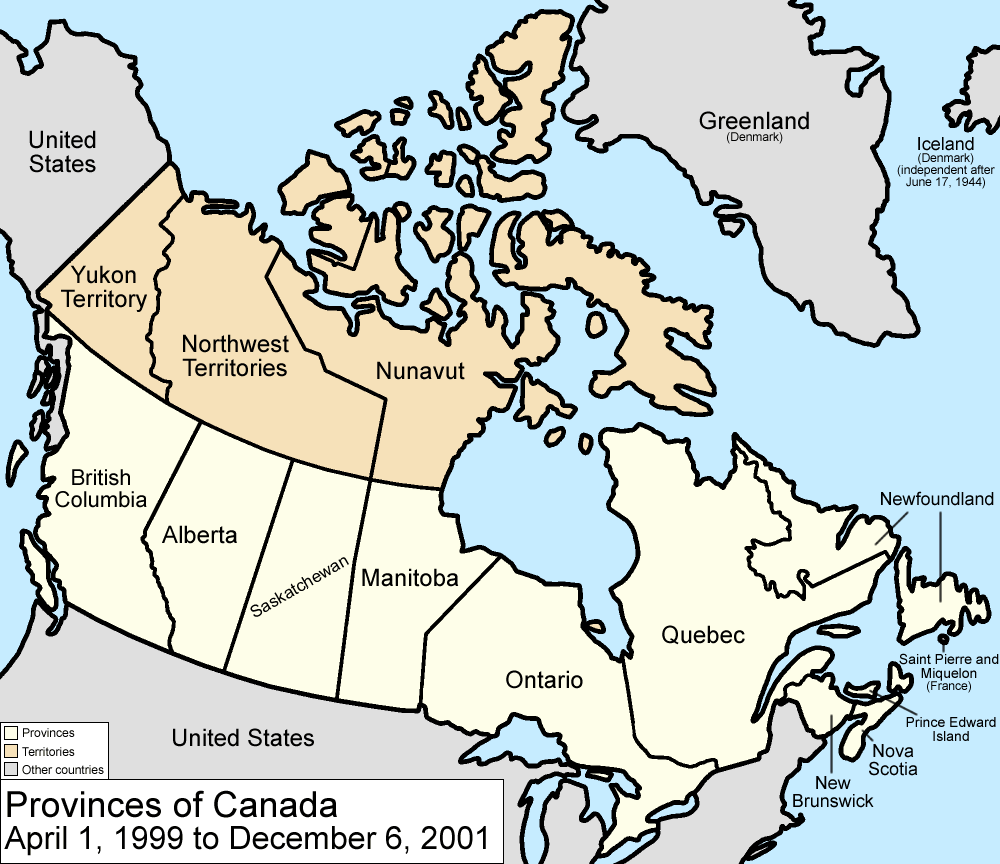
1999 : création du territoire du Nunavut sur la partie orientale du territoire.

## Démographie

### Population
En 2021, la population des Territoires du Nord-Ouest s'élève à 41 070 habitants.
Le tableau suivant résume l'évolution de la population des Territoires depuis leur formation en 1871. Le Yukon a été séparé des Territoires en 1898 et les recensements antérieurs incluent sa population. De même, l'Alberta et la Saskatchewan ont été créés à partir du territoire en 1905. Le Nunavut a été créé en 1999 ; les chiffres de population l'incluent avant 1996.
| Année | Population | Évolution sur cinq ans (%) | Évolution sur dix ans (%) | Rang parmi les prov. et terr. |
| ----- | ---------- | -------------------------- | ------------------------- | ----------------------------- |
| 1871  | 48 000     | s.o.                       | n/a                       | 6                             |
| 1881  | 56 446     | s.o.                       | 17,6                      | 7                             |
| 1891  | 98 967     | s.o.                       | 75,3                      | 7                             |
| 1901  | 20 129     | s.o.                       | -79,7                     | 11                            |
| 1911  | 6 507      | s.o.                       | -67,7                     | 11                            |
| 1921  | 8 143      | s.o.                       | 25,1                      | 10                            |
| 1931  | 9 316      | s.o.                       | 14,4                      | 10                            |
| 1941  | 12 028     | s.o.                       | 29,1                      | 10                            |
| 1951  | 16 004     | s.o.                       | 33,1                      | 11                            |
| 1956  | 19 313     | 20,7                       | n/a                       | 11                            |
| 1961  | 22 998     | 19,1                       | 43,7                      | 11                            |
| 1966  | 28 738     | 25,0                       | 48,8                      | 11                            |
| 1971  | 34 805     | 21,1                       | 51,3                      | 11                            |
| 1976  | 42 610     | 22,4                       | 48,3                      | 11                            |
| 1981  | 45 740     | 7,3                        | 31,4                      | 11                            |
| 1986  | 52 235     | 14,2                       | 22,6                      | 11                            |
| 1991  | 57 649     | 10,3                       | 26,0                      | 11                            |
| 1996  | 64 402     | 11,7                       | 23,2                      | 11                            |
| 2001  | 37 360     | -42,0                      | -35,2                     | 11                            |
| 2006  | 41 464     | 12,0                       | -35,0                     | 11                            |
| 2011  | 41 462     | 0,0                        | 11,0                      | 11                            |
| 2016  | 41 786     | 0,8                        | s.o.                      | 11                            |
| 2021  | 41 070     | -1,7                       | s.o.                      | 11                            |

### Ethnicité
| Recensement de 2016                           | Recensement de 2016                           | Population | % de la population totale |
| --------------------------------------------- | --------------------------------------------- | ---------- | ------------------------- |
| Autochtones                                   | Premières Nations                             | 13 180     | 32,0 %                    |
| Autochtones                                   | Inuits                                        | 4 075      | 9,9 %                     |
| Autochtones                                   | Métis                                         | 3 385      | 8,2 %                     |
| Total population autochtone                   | Total population autochtone                   | 20 860     | 49,5 %                    |
| Minorités visibles                            | Philippins                                    | 1 300      | 3,2 %                     |
| Minorités visibles                            | Noirs                                         | 760        | 1,8 %                     |
| Minorités visibles                            | Sud-Asiatiques                                | 615        | 1,5 %                     |
| Minorités visibles                            | Autre minorité visible                        | 1 285      | 3,2 %                     |
| Total de la population des minorités visibles | Total de la population des minorités visibles | 3 960      | 9,6 %                     |
| Canadiens européens                           | Canadiens européens                           | 16 315     | 40,9                      |
| Total population                              | Total population                              | 41 135     | 100,00                    |

En 2016, Statistique Canada comptabilise 20 860 personnes avec une identité autochtone, soit 49,5 % de la population des Territoires du Nord-Ouest. Ce pourcentage est le deuxième plus élevé au Canada après celui du Nunavut, où 85 % de la population (30 550 personnes) est autochtone.

### Religion

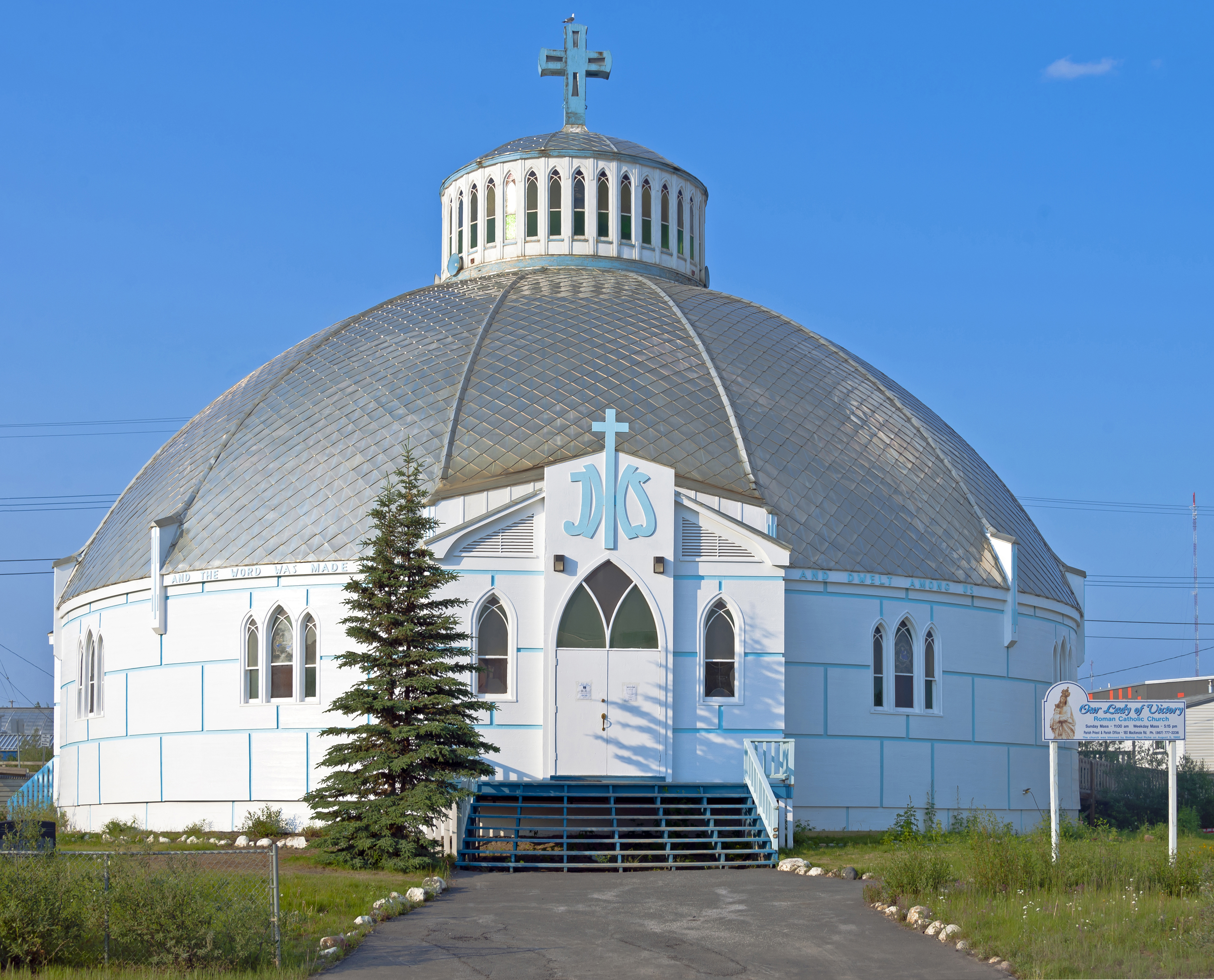
L'église catholique Our Lady of Victory d'Inuvik, célèbre pour sa forme rappelant celle d'un igloo.

Le christianisme est la principale religion pratiquée aux TNO. Le catholicisme y arrive au premier rang, suivi des nombreuses dénominations protestantes. Selon le recensement fédéral de 2001, les principales affiliations religieuses du territoire sont :
- Église catholique : 16 940 personnes (46 % de la population du territoire) ;
- Église anglicane du Canada : 5 510 personnes (15 %) ;
- Église unie du Canada : 2 230 personnes (6 %).

### Langues
| Langue maternelle     | 2011   | 2016   |
| --------------------- | ------ | ------ |
| Anglais               | 31 375 | 31 765 |
| Esclave (Nord ou Sud) | 1 995  | 1 690  |
| Tlicho                | 2 000  | 1 600  |
| Français              | 1 080  | 1 175  |
| Langues inuites       | 905    | 600    |
| Tagalog               | 505    | 745    |
| Chipewyan             | 470    | 440    |
| Chinois               | 260    | 250    |
| Allemand              | 190    | 170    |
| Vietnamien            | 305    | 160    |
| Gwich’in              | 260    | 140    |
| Cri                   | 140    | 130    |
| Espagnol              |        | 105    |
| Autres                | 1 977  | 2 816  |

Depuis 1988, les Territoires du Nord-Ouest reconnaissent onze langues officielles, :
- le chipewyan (dëne sųłiné) ;
- le tlicho (tłı̨chǫ, également nommé flanc-de-chien ou dogrib) ;
- le gwich’in ;
- deux variétés d'esclave :
  - l'esclave du Nord ;
  - l'esclave du Sud ;
- trois langues inuites :
  - l'inuvialuktun ;
  - l'inuinnaqtun ;
  - l'inuktitut ;
- le cri ;
- l'anglais ;
- le français.

Le français devient langue officielle en 1877 par le gouvernement, mais l'assemblée des Territoires a annulé cette décision en 1892, ne conservant que l'anglais comme langue officielle. Dans les années 1980, le gouvernement fédéral a fait pression sur celui du territoire afin de réintroduire le français comme langue officielle. À la suite des protestations des membres autochtones de l'assemblée, plusieurs autres langues autochtones ont également été officialisées.
Les résidents des Territoires du Nord-Ouest peuvent utiliser n'importe laquelle des langues officielles dans une cour de justice territoriale, ainsi que dans les débats de l'assemblée. Cependant, seules les versions anglaises et françaises des lois ont valeur légale, et le gouvernement ne publie de documents officiels dans l'une des autres langues que lorsque l'assemblée le demande expressément. Qui plus est, l'accès aux services dans une langue est limité aux institutions et aux circonstances où il existe une véritable demande et où cette attente est raisonnable. De façon pratique, l'anglais est universellement employé dans ces services et, à part dans le domaine judiciaire, il n'y a aucune garantie qu'une autre langue (y compris le français) soit utilisée.

## Économie

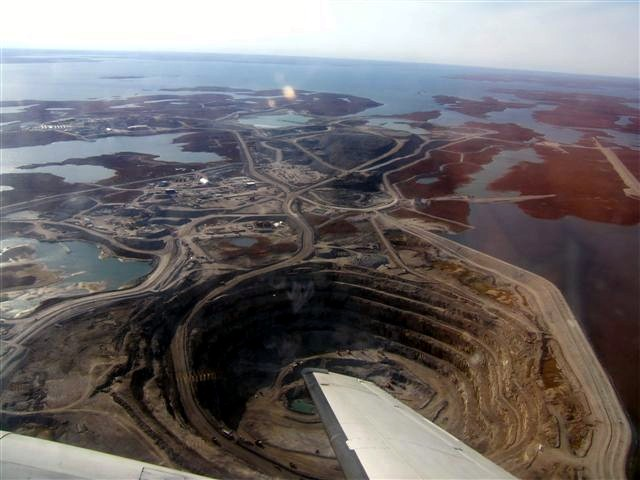
Vue aérienne de la mine de diamants de Diavik.

L'industrie minière est le secteur le plus important des Territoires du Nord-Ouest. Les ressources du territoire incluent l'or, les diamants, le gaz naturel et le pétrole. Ce dernier est pompé et raffiné à Tulít’a et Norman Wells sur le Mackenzie. Le cuivre est extrait de la rivière Coppermine. La région possède également du tungstène, de l'argent, du cadmium et du nickel.
Selon l'acte de dévolution des pouvoirs, le territoire a pris le contrôle de ses ressources naturelles en avril 2014.
Le piégeage est la plus ancienne industrie de la région. La pêche, basée sur la truite grise et le corégone, est centrée sur le village de Hay River, sur le Grand lac des Esclaves. L'agriculture est presque impossible, mis à part au sud du Mackenzie, de façon limitée.

## Transports
Du fait de la taille et de la situation géographique des Territoires du Nord-Ouest, les transports et les communications peuvent y être difficiles. De façon générale, le commerce, l'approvisionnement et les déplacements se font beaucoup par voie aérienne et le territoire possède de nombreux aérodromes. Un programme de construction de routes, initié en 1966, ouvre progressivement l'accès à la région. La route de la Liard, ouverte en 1984, relie Fort Simpson à la route de l'Alaska. D'autres routes relient Inuvik au Yukon et Hay River aux routes de l'Alberta. En 2012, le Pont de Deh Cho, qui enjambe le fleuve Mackenzie, a été inauguré, permettant de relier Yellowknife au réseau routier national toute l'année. Une ligne ferroviaire, la Great Slave Railway, relie l'Alberta à la région du Grand lac des Esclaves.
Le territoire occupant une partie de l'archipel Arctique est traversé par le Passage du Nord-Ouest. Celui-ci est emprunté par les navires pétroliers et de marchandises de nombreuses nations qui considèrent ces eaux libres. Cette situation est l'objet d'un enjeu économique important pour le Canada qui revendique sa souveraineté sur ses eaux intérieures.
L'hiver, la navigation fluviale est interrompue pendant deux mois. Certaines rivières et lacs gelés sont alors utilisés pour le transport terrestre.